# Hrvaška revolucionarna bratovščina
Hrvaška revolucionarna bratovščina (hrvaško Hrvatsko revolucionarno bratstvo) je bila teroristična organizacija, ki so jo v šestdesetih letih 20. stoletja ustanovili hrvaški emigranti, po večini Pavelićevi ustaši, v Avstraliji.
Organizacija je bila odgovorna za več kot 120 terorističnih napadov po Avstraliji in Evropi, njen cilj pa je bil osamosvojitev Hrvaške in razpad Jugoslavije.